# Каменная переправа
Каменная переправа (Каменный перевоз) — историческая паромная переправа на реке Уфе в городе Уфе.

## Название
Название встречается в документах и на картах с XVII века. Названа из-за каменистого крутого правого берега реки Уфы, усыпанного крупной галькой; нависающие над переправой скалы и высокие холмы покрыты широколиственным лесом — дуб, клен, вяз, ильм.

## История
От переправы первоначально шла дорога в Западную Сибирь. На переправе действовал паром, а зимой — ледовая дорога, отмеченная вешками, вплоть до открытия моста в 2008.